# Amoea molinai
Amoea molinai is een insect uit de familie van de vlinderhaften (Ascalaphidae), die tot de orde netvleugeligen (Neuroptera) behoort. 
Amoea molinai is voor het eerst wetenschappelijk beschreven door Navás in 1909.